# 三井のリパーク

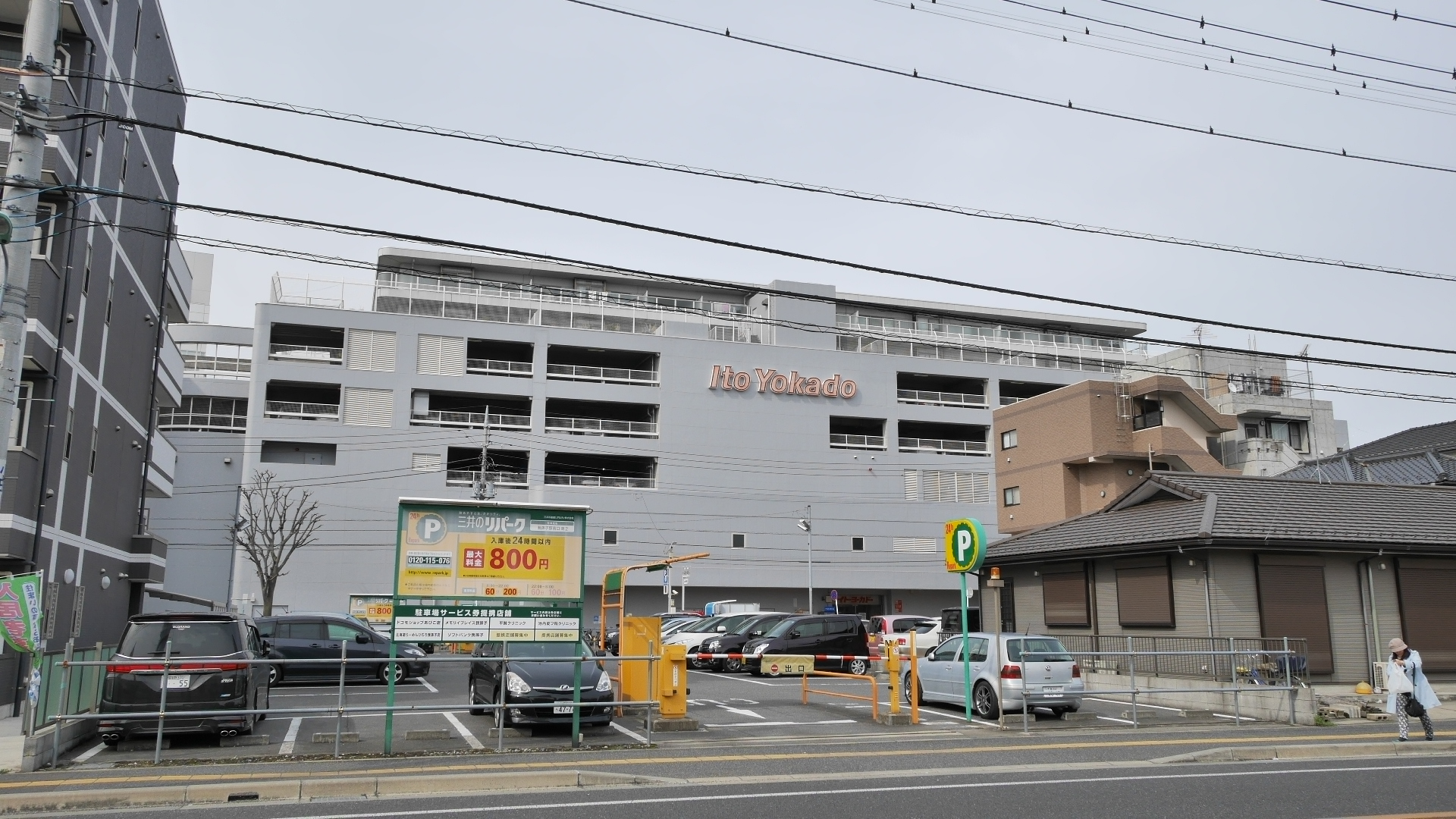
三井のリパーク駐車場

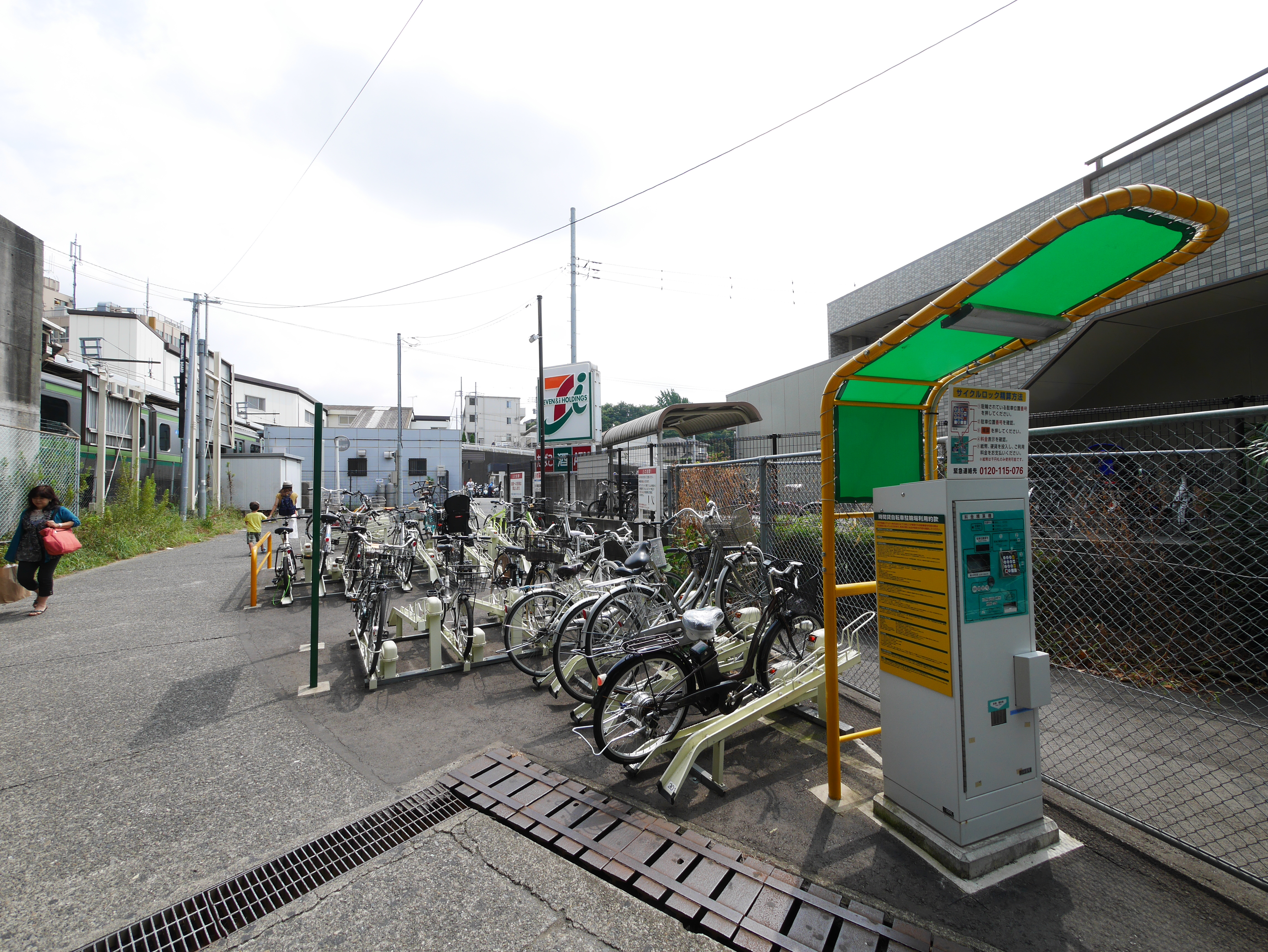
三井のリパーク駐輪場

三井のリパーク（みついのリパーク）とは、三井不動産の連結子会社である三井不動産リアルティが運営する日本のコインパーキング。

## 全国展開
日本全国に出店しており、価格も立地等により異なる。
オートバイ・自転車など駐輪場の営業も行っている。2018年3月29日より東京ミッドタウン日比谷にて高級自転車用バイクハンガー型の駐輪場を営業開始した。
一般的なバリアー跳ね上げ式車止めのほか、車高の著しく低い車両で破損事故につながりにくい、地上突出部の少ないボラード式車止めを採用する施設がみられる。また同社はゲート式の営業も行っている。

## コラボレーション
2016年1月頃よりハローキティとコラボした駐車場の営業を開始している。2018年4月現在で5カ所が営業中。全て屋外型。

## 併設施設

### 事前予約枠
「toppi!」という事前予約サービスを行っている。事前予約は一般枠とは別枠・別料金となっており、一日単位精算である場合がしばしばみられる。通常はカラーコーンで封鎖された専用枠に駐車するよう案内されており、カラーコーンを車内にしまっておくことになる。予約車枠は、他の枠同様に車止めが設置されているが通常は作動しない。

### カーシェアリング
一部施設では同社の運営するカーシェアリング「三井のカーシェアーズ」用駐車枠が設置されている。一般的なレンタカー業者と異なり、深夜対応が可能なほか、一般のレンタカーより低廉な価格で貸し出しを行っているが、乗り捨てに非対応なほか、灯油の積載やペットの同乗は禁じられている。

## 料金支払い
支払い時には同社のCMソングのジングルが流れる。
一部パーキングではTポイントの加算ができた時期もあるが、2021年10月1日にサービスは終了した。
従来は一般的なバリアー設置型とゲート型の設備が使用されていたが、2018年3月30日よりナンバー撮影型も運用開始された。